# Jack Hale
Jack Hale (Hobart, 22 maggio 1998) è un velocista australiano.

## Biografia
Nel 2018 si classificò al quarto posto nella staffetta 4×100 metri ai Giochi del Commonwealth di Gold Coast. L'anno successivo prese parte ai campionati oceaniani di Townsville, dove conquistò la medaglia di bronzo nei 100 metri piani e l'oro nella staffetta 4×100 metri.

## Progressione

### 100 metri piani
| Stagione | Tempo | Luogo    | Data       | Rank. Mond. |
| -------- | ----- | -------- | ---------- | ----------- |
| 2020     | 10"27 | Geelong  | 11-1-2020  |             |
| 2019     | 10"19 | Brisbane | 23-3-2019  | 112º        |
| 2018     | 10"23 | Perth    | 19-1-2018  | 177º        |
| 2017     | 10"51 | Hobart   | 23-12-2017 | 779º        |
| 2016     | 10"21 | Mannheim | 25-6-2016  | 151º        |
| 2015     | 10"38 | Perth    | 11-12-2015 | 351º        |
| 2014     | 10"42 | Hobart   | 18-10-2014 | 429º        |

### 200 metri piani
| Stagione | Tempo | Luogo     | Data       | Rank. Mond. |
| -------- | ----- | --------- | ---------- | ----------- |
| 2020     | 21"56 | Melbourne | 18-1-2020  |             |
| 2019     | 20"93 | Sydney    | 7-4-2019   | 398º        |
| 2018     | 21"64 | Melbourne | 17-11-2018 | 2105º       |
| 2017     | 21"84 | Melbourne | 10-12-2017 | 2833º       |
| 2015     | 21"27 | Hobart    | 22-3-2015  | 825º        |
| 2014     | 21"29 | Adelaide  | 7-12-2014  | 824º        |

## Palmarès
| Anno | Manifestazione          | Sede       | Evento      | Risultato  | Prestazione | Note |
| ---- | ----------------------- | ---------- | ----------- | ---------- | ----------- | ---- |
| 2015 | Mondiali allievi        | Cali       | 100 m piani | Semifinale | 10"70       |      |
| 2015 | Mondiali allievi        | Cali       | 200 m piani | Semifinale | dq          |      |
| 2016 | Mondiali under 20       | Bydgoszcz  | 100 m piani | Semifinale | 10"45       |      |
| 2016 | Mondiali under 20       | Bydgoszcz  | 4×100 m     | 5º         | 39"57       |      |
| 2018 | Giochi del Commonwealth | Gold Coast | 4×100 m     | 4º         | 38"58       |      |
| 2019 | Campionati oceaniani    | Townsville | 100 m piani | Bronzo     | 10"51       |      |
| 2019 | Campionati oceaniani    | Townsville | 4×100 m     | Oro        | 39"36       |      |
| 2022 | Giochi del Commonwealth | Birmingham | 4×100 m     | Batteria   | dnf         |      |

## Campionati nazionali
- 1 volta campione australiano under 20 della staffetta 4×100 m (2015)
- 1 volta campione australiano under 18 dei 100 m piani (2015)
- 1 volta campione australiano under 18 dei 200 m piani (2015)

2013
- 5º ai campionati australiani under 16 (Townsville), salto in lungo - 6,16 m

2014
- 7º ai campionati australiani under 20 (Sydney), salto in lungo - 6,90 m
- Argento ai campionati australiani under 17 (Sydney), salto in lungo - 7,10 m

2015
- Oro ai campionati australiani under 20 (Sydney), 4×100 m - 41"10
- Oro ai campionati australiani under 18 (Sydney), 100 m piani - 10"38
- Oro ai campionati australiani under 18 (Sydney), 200 m piani - 21"50

2016
- Argento ai campionati australiani under 20 (Perth), 100 m piani - 10"31

2017
- 8º ai campionati australiani assoluti (Gold Coast), 100 m piani - 12"42

2019
- Bronzo ai campionati australiani assoluti (Sydney), 100 m piani - 10"34
- Bronzo ai campionati australiani assoluti (Sydney), 200 m piani - 20"93
- 4º ai campionati australiani assoluti (Sydney), 4×100 m - 41"10